# PSL/PSA
PSA/PSL，即PSL Problem statement Language、PSA Problem statement Analyzer，是利用计算机生成和维护需求文档的软件工程工具。
PSL是问题陈述性语言，是按照一定的语法描述用户对系统的功能需求和性能需求，有确定的语法，是一种计算机可以处理的语言。在PSL系统中描述的基本单元是对象，一个系统可以由许多对象组成，每一个对象都有一个名字和类型，对象间的相互联系由关系来刻畫。
PSA是问题陈述分析器，PSA对用PSL描述的信息进行完整性和统一性检查，形成计算机管理的词典，可提供各种总结报告，并可以产生数据流程图。